# Jeff McInnis
Jeff Lemans McInnis (Charlotte, 22 ottobre 1974) è un ex cestista statunitense, professionista nella NBA e in Grecia.

## Carriera
È stato selezionato dai Denver Nuggets al secondo giro del Draft NBA 1996 (37ª scelta assoluta).

## Statistiche

### College
| Anno      | Squadra             | PG  | PT | MP   | TC%  | 3P%  | TL%  | RP  | AP  | PRP | SP  | PP   |
| --------- | ------------------- | --- | -- | ---- | ---- | ---- | ---- | --- | --- | --- | --- | ---- |
| 1993-1994 | N. Carol. Tar Heels | 35  | 1  | 14,6 | 45,8 | 41,5 | 63,8 | 1,7 | 2,4 | 0,7 | 0,0 | 5,6  |
| 1994-1995 | N. Carol. Tar Heels | 34  | 32 | 34,3 | 49,1 | 39,3 | 66,7 | 4,1 | 5,3 | 1,3 | 0,0 | 12,4 |
| 1995-1996 | N. Carol. Tar Heels | 31  | 29 | 34,4 | 43,5 | 39,2 | 80,0 | 2,6 | 5,5 | 1,2 | 0,0 | 16,5 |
| Carriera  | Carriera            | 100 | 62 | 27,4 | 45,9 | 39,7 | 71,9 | 2,8 | 4,4 | 1,1 | 0,0 | 11,3 |

### NBA

#### Regular season
| Anno      | Squadra             | PG  | PT  | MP   | TC%  | 3P%  | TL%  | RP  | AP  | PRP | SP  | PP   |
| --------- | ------------------- | --- | --- | ---- | ---- | ---- | ---- | --- | --- | --- | --- | ---- |
| 1996-1997 | Denver Nuggets      | 13  | 0   | 9,0  | 46,9 | 46,2 | 70,0 | 0,5 | 1,4 | 0,2 | 0,1 | 5,0  |
| 1998-1999 | Wash. Wizards       | 35  | 6   | 12,2 | 37,3 | 25,7 | 75,0 | 0,6 | 2,1 | 0,5 | 0,0 | 3,7  |
| 1999-2000 | L.A. Clippers       | 25  | 10  | 23,9 | 43,0 | 33,3 | 76,5 | 2,9 | 3,6 | 0,6 | 0,1 | 7,2  |
| 2000-2001 | L.A. Clippers       | 81  | 81  | 35,0 | 46,3 | 36,1 | 80,7 | 2,7 | 5,5 | 0,9 | 0,1 | 12,9 |
| 2001-2002 | L.A. Clippers       | 81  | 80  | 37,4 | 41,3 | 32,1 | 83,6 | 2,6 | 6,2 | 0,8 | 0,1 | 14,6 |
| 2002-2003 | Portland T. Blazers | 75  | 1   | 17,5 | 44,4 | 17,1 | 74,6 | 1,3 | 2,3 | 0,3 | 0,0 | 5,8  |
| 2003-2004 | Portland T. Blazers | 39  | 26  | 32,5 | 47,1 | 31,9 | 76,3 | 2,4 | 5,0 | 0,9 | 0,1 | 11,9 |
| 2003-2004 | Cleveland Cavaliers | 31  | 31  | 35,4 | 41,7 | 38,8 | 83,6 | 2,6 | 7,5 | 1,2 | 0,1 | 11,7 |
| 2004-2005 | Cleveland Cavaliers | 76  | 69  | 34,9 | 41,2 | 34,5 | 81,3 | 2,1 | 5,1 | 0,7 | 0,0 | 12,8 |
| 2005-2006 | N.J. Nets           | 28  | 1   | 17,4 | 44,1 | 18,8 | 69,0 | 1,8 | 1,9 | 0,4 | 0,1 | 5,3  |
| 2006-2007 | Charlotte Bobcats   | 38  | 3   | 18,5 | 39,2 | 12,5 | 68,8 | 1,6 | 3,3 | 0,4 | 0,0 | 4,3  |
| 2007-2008 | Charlotte Bobcats   | 54  | 26  | 26,1 | 43,4 | 15,8 | 76,7 | 1,8 | 4,1 | 0,4 | 0,1 | 4,5  |
| Carriera  | Carriera            | 576 | 334 | 27,7 | 43,1 | 32,8 | 79,6 | 2,0 | 4,4 | 0,6 | 0,1 | 9,4  |

#### Play-off
| Anno     | Squadra             | PG | PT | MP   | TC%  | 3P% | TL%  | RP  | AP  | PRP | SP  | PP  |
| -------- | ------------------- | -- | -- | ---- | ---- | --- | ---- | --- | --- | --- | --- | --- |
| 2003     | Portland T. Blazers | 7  | 0  | 14,1 | 34,6 | 0,0 | 75,0 | 1,7 | 2,7 | 0,3 | 0,1 | 3,0 |
| Carriera | Carriera            | 7  | 0  | 14,1 | 34,6 | 0,0 | 75,0 | 1,7 | 2,7 | 0,3 | 0,1 | 3,0 |

## Palmarès
- McDonald's All-American Game (1993)
- CBA Most Valuable Player (2000)
- CBA Newcomer of the Year (1998)
- All-CBA First Team (2000)
- All-CBA Second Team (1998)
- CBA All-Defensive First Team (1998)